# Lingua aramaica
L'aramaico è una lingua semitica. I primi scritti in aramaico risalgono a circa tremila anni fa; fu lingua di culto religioso e lingua amministrativa di imperi. È la lingua in cui furono in origine scritti il Talmud e parte del Libro di Daniele e del Libro di Esdra. Era la lingua parlata correntemente in Giudea (accanto al greco) ai tempi di Gesù. 
Attualmente, l'aramaico è utilizzato in Siria (villaggi di Ma'lula, Bh'ah, Hascha, Kamishlié), in Turchia (Tur-Abdin, Mardin) e nel Nord dell'Iraq (Krakosh, Elkosh, Erbil).
L'aramaico appartiene alla famiglia linguistica delle lingue afro-asiatiche e alla sottofamiglia delle lingue semitiche; più precisamente, l'aramaico appartiene al gruppo nord-occidentale delle lingue semitiche, di cui fanno parte le lingue cananaiche, tra cui l'ebraico.

## Distribuzione geografica
Durante il XII secolo a.C., gli Aramei, cioè la popolazione originaria parlante la lingua aramaica nella fase più antica e stanziata negli odierni Siria e Libano, incominciarono a stabilirsi in terre che oggi fanno parte di Libano, Israele, Siria, Iraq e Turchia. L'aramaico giunse così a essere parlato in un'area compresa tra le coste orientali del Mar Mediterraneo e il fiume Tigri. Gli Ebrei della diaspora portarono la lingua in Nordafrica e in Europa, mentre i missionari cristiani la utilizzarono predicando in Persia, in India e in Cina.
Dal VII secolo, tuttavia, l'arabo subentrò all'aramaico quale lingua franca del Vicino Oriente. L'aramaico rimase la lingua liturgica e letteraria di Ebrei, Mandei e alcune confessioni cristiane, tra cui i maroniti libanesi. 
Attualmente l'aramaico è ancora utilizzato da piccole comunità sparse nel suo antico areale di estensione. Gli sconvolgimenti degli ultimi due secoli, fra cui, soprattutto, le persecuzioni cristiane ad opera dei turchi, hanno portato molti gruppi di lingua aramaica a cercare rifugio in vari paesi del mondo.

### Dialetti e lingue dell'aramaico
L'aramaico rappresenta piuttosto un gruppo di lingue imparentate che non una lingua con vari dialetti. La lunga storia dell'aramaico, la ricchezza della sua letteratura e il suo utilizzo da parte di diverse comunità religiose sono tutti fattori che hanno contribuito alla sua diversificazione (tant'è che solo alcuni "dialetti" sono mutuamente intelligibili). Alcune lingue aramaiche sono conosciute con diversi nomi: per esempio, il termine "siriaco" è usato per designare l'aramaico utilizzato da varie comunità cristiane del Vicino Oriente. I dialetti si possono dividere tra occidentali e orientali, con il fiume Eufrate (o poco più a ovest di esso) quale linea di confine. Inoltre, è utile distinguere fra le lingue aramaiche ancora in uso (spesso definite collettivamente come "neo-aramaico"), quelle utilizzate solo in ambito liturgico e letterario e quelle che sono estinte (definite rispettivamente, nonostante alcune eccezioni, come aramaico "moderno", "medio" e "antico").

## Sistema di scrittura

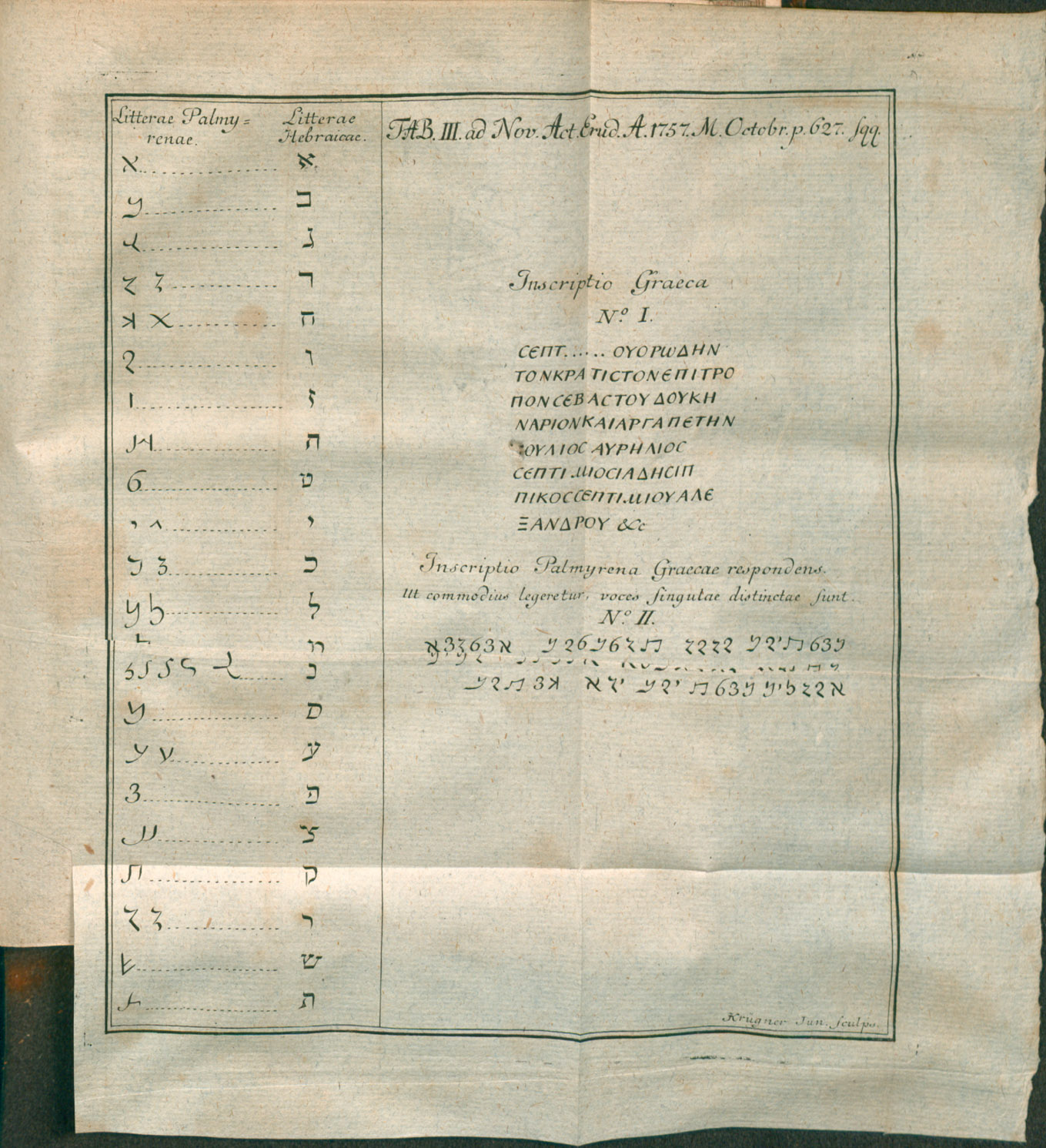
Raffronto tra alfabeto palmireno ed ebraico in una tavola degli Acta Eruditorum del 1757

Il primo alfabeto aramaico era sostanzialmente coincidente con la scrittura fenicia. Quando l'aramaico divenne la lingua della burocrazia achemenide, veniva scritto in quella forma detta aramaico dei papiri o aramaico imperiale, che è l'adattamento alla scrittura su papiri della precedente scrittura aramaica.
Dopo la caduta dell'Impero achemenide l'aramaico perdette il rango di lingua ufficiale e si diversificò in alcune varianti. Innanzitutto si sviluppò lo stile "squadrato". Gli antichi Israeliti e altri popoli di Canaan adottarono questo alfabeto per le proprie lingue, così al giorno d'oggi è più noto come alfabeto ebraico. Questo è il sistema di scrittura usato per l'aramaico biblico e per altri scritti ebraici in aramaico. L'altro principale sistema di scrittura che si sviluppò per questa lingua fu lo stile corsivo chiamato alfabeto siriaco (le pagine a sinistra sono scritte in serto, una delle derivazioni di questo alfabeto). Esso fu usato soprattutto dalle comunità cristiane di rito siriaco, che lo usano tuttora.
Una forma molto modificata dell'alfabeto aramaico, l'alfabeto mandaico, è tuttora usata dai Mandei. Altre versioni dell'alfabeto aramaico furono usate nella tarda antichità da alcuni popoli ai limiti del deserto arabico: i Nabatei di Petra ed i Palmireni. In tempi moderni, il turoyo (vedi sotto, § Aramaico moderno) è stato scritto con un adattamento dell'alfabeto latino.

## Storia
Segue una storia dell'aramaico divisa in tre periodi maggiori:
- aramaico antico (1100 a.C.–200), include:
  - l'aramaico biblico della Bibbia ebraica.
  - l'aramaico di Gesù (aramaico galileo).
  - l'aramaico dei Targum.
- aramaico medio (200–1200), include:
  - la lingua letteraria siriaca.
  - l'aramaico dei Talmud e Midrashim.
- aramaico moderno (1200–oggi), include:
  - vari idiomi moderni, come la lingua neo-aramaica assira.

Questa classificazione è basata su quella usata da Klaus Beyer.

## Aramaico antico
Questa fase copre tredici secoli di storia della lingua, e comprende tutte le varietà della stessa che non sono più parlate. La svolta dell'aramaico antico avvenne attorno al 500 a.C., quando l'aramaico arcaico (la lingua degli Aramei) divenne l'aramaico imperiale (la lingua di potenti imperi). I vari dialetti di aramaico acquistano importanza quando il greco rimpiazza questo nelle sale del trono locali.

### Aramaico arcaico
Col termine "aramaico arcaico" ci si riferisce all'aramaico degli Aramei dalle sue origini fino a quando divenne la "lingua franca" della Mezzaluna fertile. Fu la lingua di Damasco, Hamath e Arpad.

#### Primo aramaico arcaico
Varie iscrizioni testimoniano l'uso delle prime forme di aramaico fin dal X secolo a.C. La maggior parte di queste sono messaggi diplomatici scambiati tra le città-stato degli Aramei. L'ortografia di quel periodo sembra basarsi su quella fenicia, e la scrittura è unita. Sembra che una nuova ortografia, più adatta alla lingua, si sia sviluppata a partire da questa nelle regioni orientali di Aram. Strano a dirsi, la conquista di Aram da parte dell'imperatore assiro Tiglatpileser III alla metà dell'VIII secolo a.C. impose l'aramaico come "lingua franca" in tutto il Medio Oriente.

#### Tardo aramaico arcaico
A partire dal 700 a.C. circa, la lingua aramaica cominciò a diffondersi in tutte le direzioni, ma perse la sua omogeneità. Cominciarono a differenziarsi dialetti in Mesopotamia, a Babilonia, nel Medio Oriente e in Egitto. Col tempo si impose l'aramaico con influenze accadiche parlato in Assiria e a Babilonia. Come descritto nei libri dei Re 18:26, Ezechia, re di Giuda, conduce i negoziati con gli ambasciatori assiri in aramaico, affinché la gente comune non possa capire. Attorno al 600 a.C., Adone, un re canaanita, usa questa lingua per scrivere al faraone suo contemporaneo.
L'aramaico parlato sotto la dinastia Caldea di Babilonia veniva chiamato col termine "caldeo" o "aramaico caldeo", termine usato anche per l'aramaico della Bibbia, appartenente comunque ad uno stile più tardo. Non deve essere confuso col moderno neo-aramaico caldeo.

### Aramaico d'impero
Intorno al 500 a.C. Dario I rese l'aramaico lingua ufficiale della metà occidentale dell'impero persiano achemenide. I burocrati di Babilonia usavano già questa lingua in gran parte dei loro atti, ma l'editto di Dario le diede stabilità. Il nuovo "aramaico d'Impero" era altamente standardizzato: la sua ortografia si basava più su fondamenta storiche che su un qualche dialetto effettivamente parlato, e l'influenza del persiano contribuì a dargli una nuova chiarezza e flessibilità. L'aramaico d'Impero è a volte chiamato "aramaico ufficiale" o "aramaico biblico". Esso rimase, nella forma prescritta da Dario o in una abbastanza vicina da essere riconoscibile, la lingua principale della regione per secoli dopo la caduta dell'impero achemenide (331 a.C.).
Molte delle testimonianze scritte dell'"aramaico achemenide" provengono dall'Egitto, e in particolare da Elefantina. Di queste la più significativa è la Saggezza di Ahiqar, un libro di aforismi simile al Libro dei Proverbi presente nella Bibbia. L'aramaico achemenide è così omogeneo che è spesso difficile dedurre la provenienza di un'opera basandosi solo sul testo: solo un'analisi accurata rivela qualche parola derivata dal linguaggio locale.

#### Aramaico post-achemenide
La conquista da parte di Alessandro Magno non distrusse immediatamente la compattezza della lingua e della letteratura aramaica. Un linguaggio relativamente simile a quello del V secolo a.C. può essere trovato fino all'inizio del II secolo a.C. I Seleucidi imposero il greco in Mesopotamia e in Siria fin dall'inizio del loro dominio. Nel III secolo a.C. il greco sostituì l'aramaico come lingua volgare in Egitto e Palestina del nord. Un aramaico post-achemenide continuò comunque a fiorire dalla Giudea all'Arabia e alla terra dei Parti, attraverso il deserto siriano. Il mantenimento di questa lingua rappresentava un deciso gesto di indipendenza anti-ellenista.
L'aramaico biblico è l'aramaico che si può trovare in tre diverse sezioni (Esdra e Daniele per i Ketuvim, gli scritti; Geremia per i Neviim, i profeti; Genesi per la Torà, la legge) della Bibbia ebraica, ovvero in altrettante sezioni secondo il canone della versione greca dei LXX (Esdra per i libri storici, Daniele e Geremia per i profetici, Genesi per il Pentateuco):
- Esdra 4:8-6:18 e 7:12-26 — documenti del periodo achemenide (IV secolo a.C.) riguardo alla ricostruzione del Tempio di Gerusalemme;
- Daniele 2:4b-7:28 — cinque racconti sovversivi e una visione apocalittica;
- Geremia 10:11 — una singola frase nel mezzo di un testo ebraico che denuncia l'idolatria;
- Genesi 31:47 — traduzione del nome ebraico di un luogo.

L'aramaico biblico è una specie di dialetto ibrido: una parte del materiale deve essere stata prodotta sia in Giudea che a Babilonia, prima della caduta della dinastia achemenide. Durante il regno dei Seleucidi, la propaganda ribelle ebraica modificò il materiale in aramaico su Daniele. A quel tempo queste storie esistevano probabilmente nella prima forma di racconti orali. Questa potrebbe essere la principale motivazione delle differenze riscontrabili tra le citazioni di Daniele nei Septuaginta greci e nel testo masoretico, che presenta un aramaico leggermente influenzato dall'ebraico.
Rientra nella categoria di "post-achemenide" l'aramaico maccabeo, la lingua ufficiale della Giudea Maccabea (142 a.C.-37 a.C.). Esso influenzò l'aramaico biblico dei testi di Qumran, ed era la lingua principale dei testi teologici non biblici di quella comunità. I Targumìm maggiori, traduzioni della Bibbia ebraica in aramaico, furono originalmente scritti in maccabeo. Questo appare inoltre nelle citazioni della Mishnah e della Tosefta, anche se attenuato nel contesto più recente. Il maccabeo presenta molte differenze con l'achemenide: viene posta più attenzione all'evidenziare la pronuncia delle parole che all'uso di forme etimologiche.
L'aramaico dei Targumim di Babilonia è l'ultimo dialetto post-achemenide trovato nel Targum Onkelos e nel Targum Jonathan, i Targumim "ufficiali". Il Targùm maccabeo originale aveva raggiunto Babilonia nel II o III secolo, e lì furono rielaborati con l'influenza della lingua locale per formare la lingua dei Targum di riferimento. Questa fu la base della letteratura ebraica di Babilonia per i secoli a venire.

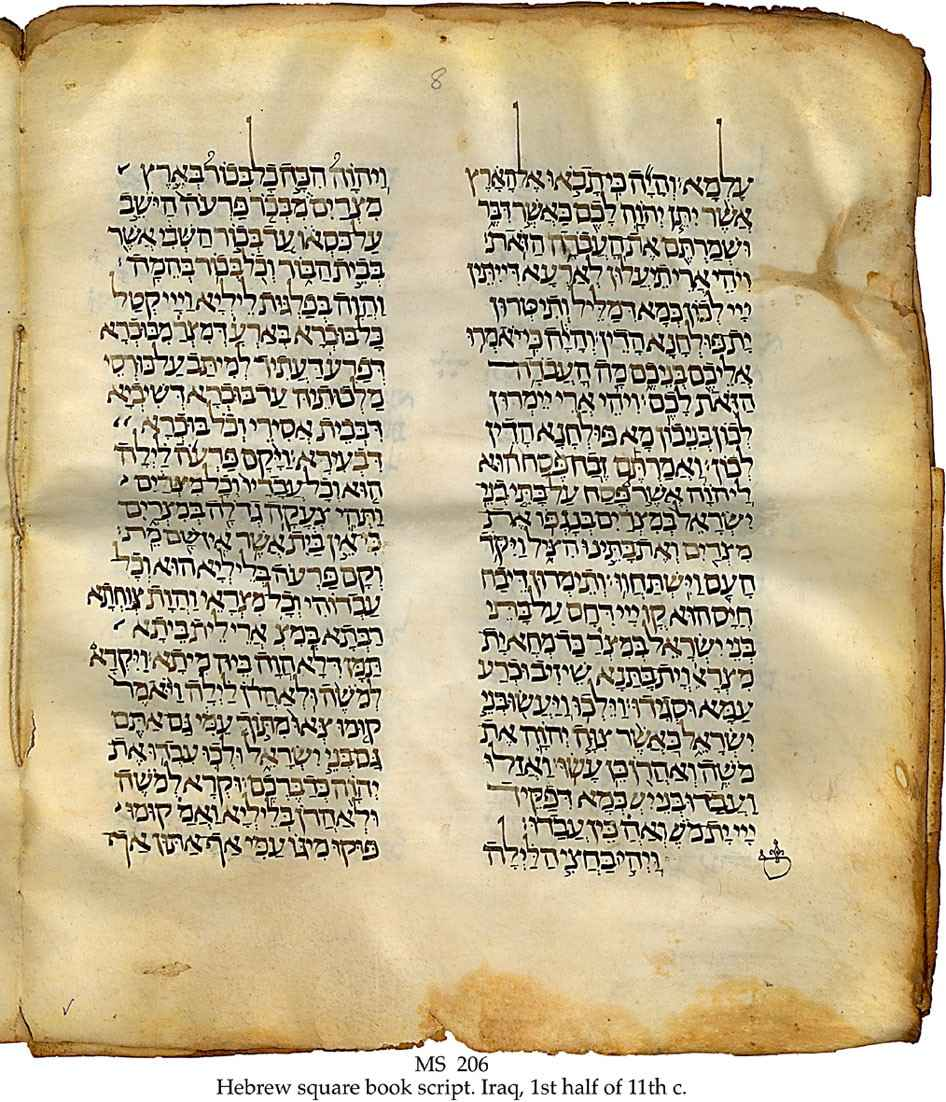
Targum dell'XI secolo della Tanach

La lingua dei Targumim della Galilea è simile a quella dei Targumim di Babilonia: è un ibrido tra il maccabeo letterario e il dialetto della Galilea. Il Targum maccabeo raggiunse la Galilea nel II secolo, e fu tradotto in questo dialetto per la popolazione locale. Il Targum della Galilea non fu mai considerato un'opera autorevole, e i documenti rivelano che il testo fu riadattato ogni volta che si rese necessario un "ritocco". A partire dall'XI secolo il Targum di Babilonia divenne la versione ufficiale, e quello di Galilea ne fu pesantemente influenzato.
L'aramaico documentario babilonese è un dialetto in uso a Babilonia a partire dal III secolo nei documenti privati e, a partire dal XII secolo, in tutti i documenti privati ebraici scritti in aramaico. Questo dialetto si basa sul maccabeo con pochissimi cambiamenti; questo forse perché veniva usato in documenti legali, che dovevano essere compresi in tutta la comunità ebraica fin dall'inizio, e il maccabeo era l'antico standard.
L'aramaico nabateo fu il linguaggio usato nel regno arabo di Petra (c. 200 a.C.-106), che si estendeva sulla riva destra del Giordano, sulla penisola del Sinai e sull'Arabia settentrionale. Forse a causa dell'importanza della rotta commerciale, nel regno l'arabo settentrionale antico fu sostituito dall'Aramaico, in una forma basata su quello Achemenide ma influenzata dall'arabo: la "l" è spesso cambiata in "n" e sono presenti alcune parole derivate da questa lingua. Questa lingua fu usata in alcune iscrizioni fin dai primi giorni del regno, ma la maggior parte risalgono ai primi quattro secoli d.C. viene usato uno stile corsivo, precursore del futuro alfabeto arabo. Il numero di parole derivanti dall'arabo aumentò finché il nabateo non sembrò confluire completamente in esso nel IV secolo.
Il palmireno è il dialetto usato nella città del deserto siriano di Palmira dal 44 al 274. Esso veniva scritto in uno stile arrotondato, che avrebbe dato origine al corsivo Estrangela. Come il nabateo fu influenzato dall'arabo, ma in misura minore.
L'aramaico arsacide era la lingua ufficiale dell'impero dei Parti (247 a.C.-224 d.C.). Questa forma derivava dalla tradizione di Dario nel modo più diretto tra tutti i dialetti post-achemenidi. Ma in seguito fu influenzato dall'Aramaico parlato contemporaneo, dal georgiano e dal persiano. Dopo la caduta dei Parti ad opera dei Sasanidi, l'arsacide esercitò una forte influenza sulla nuova lingua ufficiale.

### Tardo aramaico orientale antico

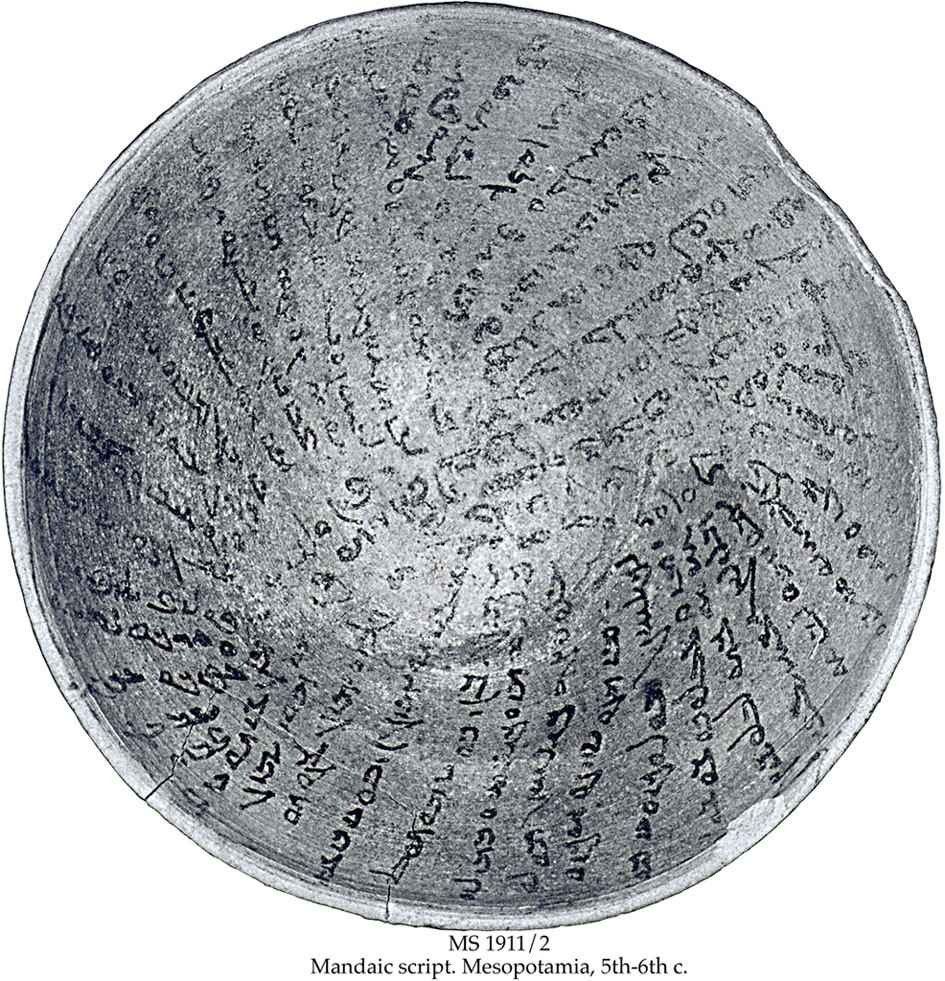
"Trappola demoniaca" magica mandaica

I dialetti trattati nel paragrafo precedente discendevano tutti dall'aramaico imperiale achemenide, ma i vari dialetti regionali di tardo aramaico antico continuarono ad esistere parallelamente a questi, spesso come semplici lingue volgari. Le prime prove dell'esistenza di questi dialetti parlati ci giungono solo attraverso la loro influenza sui nomi geografici usati all'interno di dialetti ufficiali, ma questi divennero lingue scritte attorno al II secolo a.C. Questi dialetti testimoniano la presenza di un aramaico indipendente da quello imperiale, creando una netta divisione tra oriente (Babilonia e la Mesopotamia) e occidente (la Palestina).
Ad oriente il dialetto di Palmira e l'aramaico arsacide si unirono alle lingue regionali, creando degli ibridi. Molto più tardi l'arsacide sarebbe diventato la lingua liturgica dei Mandei, il mandaico.
Nel regno di Osroene, fondato nel 132 a.C., la cui capitale era Edessa, il dialetto regionale divenne la lingua ufficiale: il siriaco antico. Sull'alto corso del Tigri l'aramaico della Mesopotamia orientale fiorì, come è provato da Hatra, Assur e dal Tur Abdin. Taziano, autore del Canto dell'armonia, il Diatessaron, proveniva dall'Assiria, e forse scrisse la propria opera (172) in mesopotamico orientale più probabilmente che in siriaco o greco. A Babilonia il dialetto era usato dalla comunità ebraica, il babilonese ebraico antico (a partire dal 70). Questo linguaggio quotidiano risentì sempre più dell'influenza dell'aramaico biblico e del babilonese dei Targumim.

### Tardo aramaico occidentale antico
Le varietà regionali occidentali di aramaico ebbero un destino analogo a quelle orientali. Esse si differenziano marcatamente dall'aramaico imperiale e da quello regionale orientale. Le lingue semitiche della Palestina caddero in disuso a favore di questo nel IV secolo a.C.; il fenicio sopravvisse comunque fino al I secolo a.C.
Il dialetto parlato dalla comunità ebraica della Palestina è quello documentato in maniera migliore, e viene chiamato antico ebraico palestinese. La sua forma più antica è il giordano orientale antico, che si sviluppò probabilmente nella Cesarea di Filippo. Questa è la forma utilizzata nei manoscritti più antichi di Enoch (circa 170 a.C.). Il successivo stadio del linguaggio è chiamato giudaico antico (II secolo). Il giudaico antico può essere trovato in numerose iscrizioni, lettere personali, citazioni all'interno del Talmud e prese dai Qumran. La prima edizione delle Guerre giudaiche di Giuseppe Flavio fu scritta in questa lingua.
Il giordano orientale antico continuò ad essere usato fino al I secolo dalle comunità pagane che vivevano ad est del Giordano. Questo dialetto viene perciò chiamato anche palestinese pagano antico, e veniva scritto in uno stile corsivo simile al siriaco antico. Un palestinese cristiano antico potrebbe essere derivato da quello, e questo dialetto potrebbe essere la causa delle tendenze occidentali trovate nelle opere in siriaco antico, altrimenti del tutto orientali (es. Peshitta).

#### I dialetti parlati nell'epoca di Gesù

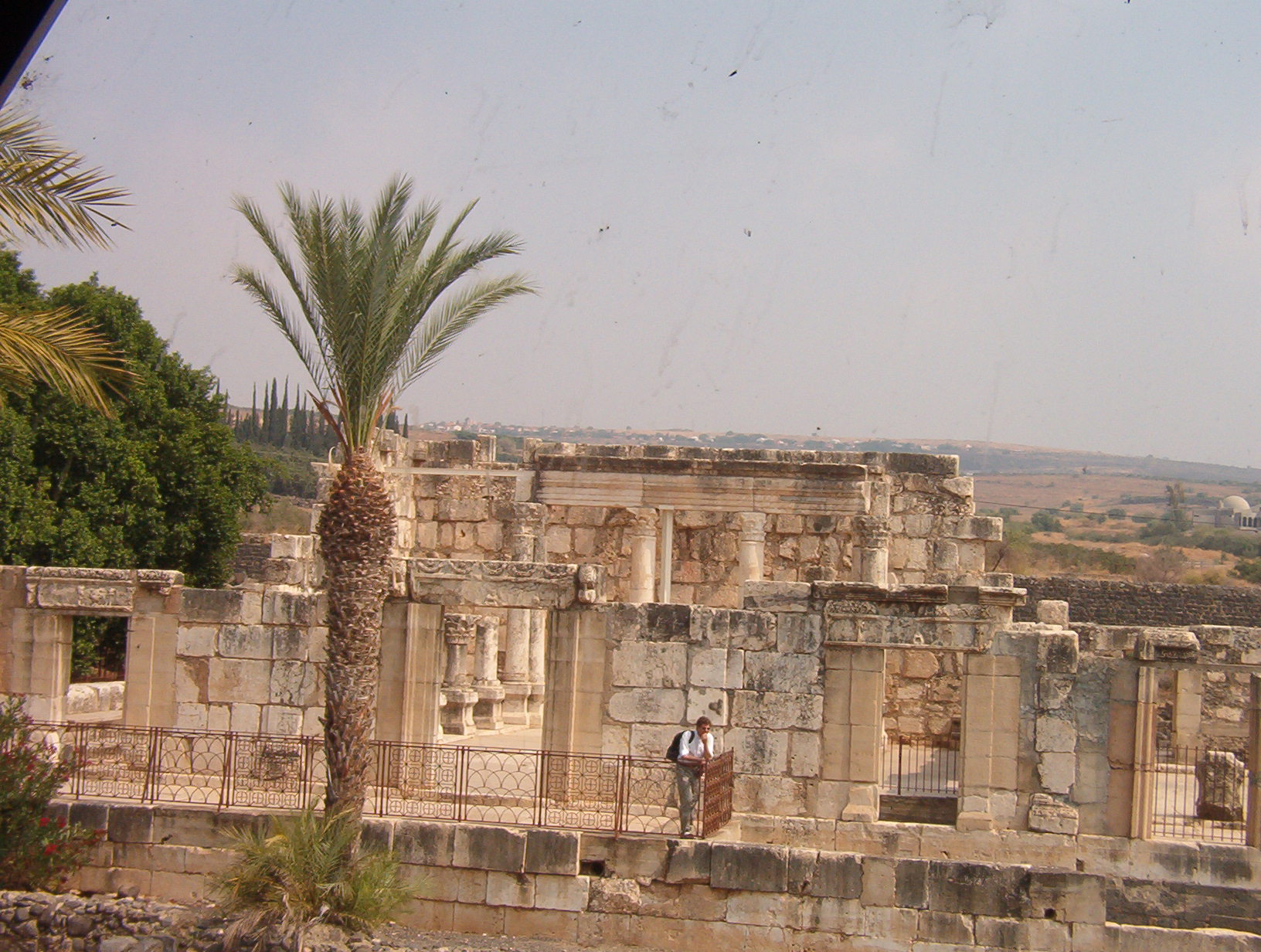
I resti della sinagoga di Cafarnao in Galilea, dove Gesù iniziò la sua predicazione

All'epoca di Gesù venivano parlati sette diversi dialetti occidentali di aramaico, probabilmente distinti ma reciprocamente intelligibili. Il giudaico antico era il dialetto principale di Gerusalemme e della Giudea. Nella regione di Engedi si parlava il giudaico sud-orientale; in Samaria il singolare aramaico samaritano, in cui he, heth e 'ayin venivano tutte pronunciate come aleph. L'aramaico di Galilea, proprio della regione di Gesù, è conosciuto solo attraverso i nomi di alcuni luoghi, le influenze sull'aramaico dei Targumim, la letteratura rabbinica e poche lettere private. Sembra avere alcune caratteristiche particolari: i dittonghi non sono mai semplificati in monottonghi. Ad est del Giordano erano parlati i vari dialetti del giordano orientale. Nella regione di Damasco e dell'Antilibano l'aramaico di Damasco (derivato soprattutto dall'aramaico occidentale moderno). Infine, nella regione settentrionale di Aleppo, si parlava l'aramaico dell'Oronte.
Oltre a questi dialetti dell'aramaico, nei centri urbani era diffuso l'uso del greco. Ci arrivano poche testimonianze dell'uso dell'ebraico in questo periodo; alcune parole rimasero a far parte del vocabolario dell'aramaico ebraico (soprattutto termini tecnici religiosi, ma anche alcune parole quotidiane, come 'ēṣ, "albero"), e la lingua scritta del Tanach veniva letta e compresa dai ceti colti. Tuttavia, l'ebraico uscì dall'uso comune. Anche le parole non tradotte all'interno del Nuovo Testamento scritto in greco erano in aramaico, piuttosto che in ebraico. Da quello che si può capire, questo non era Aramaico della Galilea ma giudaico antico: questo suggerisce che le sue parole furono tramandate col dialetto di Gerusalemme invece che col suo.
Il film del 2004 intitolato La passione di Cristo è degno di nota per il largo uso di dialoghi in aramaico, ricostruiti dallo studioso William Fulco. I locutori di aramaico moderno hanno comunque trovato questa forma poco familiare, cosa più che naturale visto che l'aramaico moderno è molto diverso da quello antico.

## Medio aramaico
Il III secolo viene considerato il limite tra antico e medio aramaico. Nel corso di quel secolo la natura della lingua e dei vari dialetti comincia a cambiare. I derivati dell'aramaico imperiale cadono in disuso e i dialetti regionali danno vita a nuove fiorenti letterature. A differenza di molti dei dialetti dell'aramaico antico, abbiamo molte informazioni sul vocabolario e la grammatica del medio aramaico.

### Medio aramaico orientale
Solo due dei dialetti dell'aramaico orientale antico continuarono ad essere usati in questo periodo. Nel nord il siriaco antico si trasformò in medio siriaco; a sud l'ebraico babilonese antico divenne l'ebraico babilonese medio. Il dialetto post-achemenide arsacide diede origine alla nuova lingua mandaica.

#### Medio siriaco

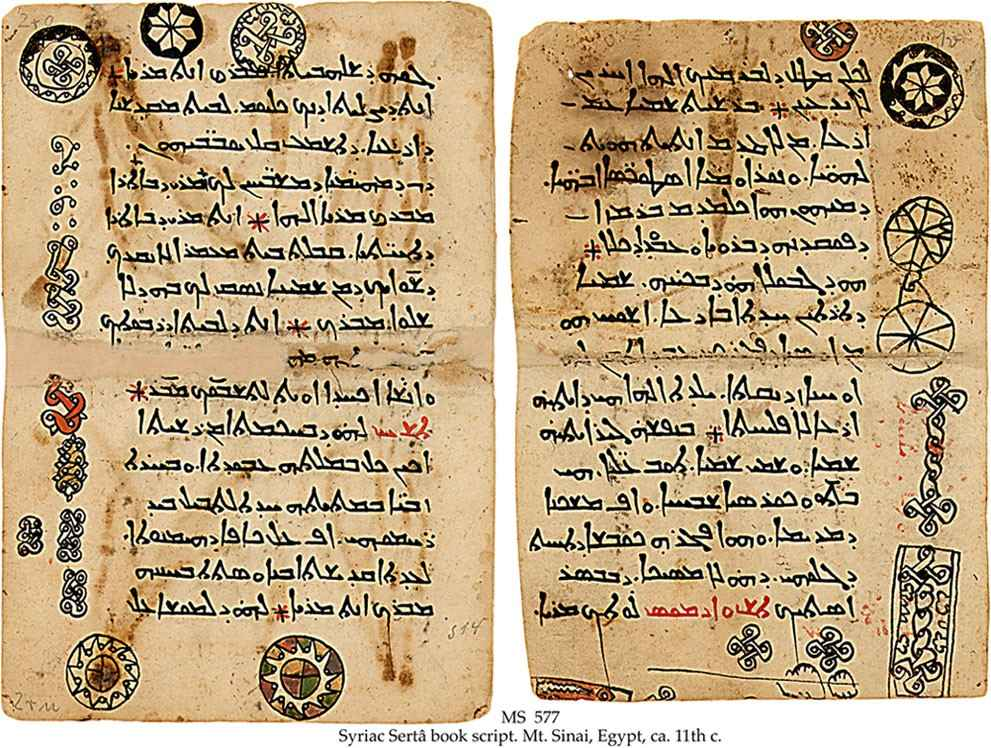
Libro siriaco in alfabeto serto (XI secolo)

Il medio siriaco è ad oggi la lingua classica, letteraria e liturgica dei cristiani siriaci. Ebbe il suo apice tra il IV e il VI secolo, con la traduzione della Bibbia (Peshitta) e con la poesia e la prosa di Efrem il Siro. Questa lingua, a differenza di quella da cui deriva, fu usata soprattutto in ambiente cristiano, anche se nel tempo divenne la lingua di chi si opponeva alla guida bizantina della Chiesa orientale, e fu diffusa dai missionari in Persia, India e Cina.

#### Aramaico giudaico babilonese medio
Questo è il dialetto del Talmud di Babilonia, che fu completato nel VII secolo. Questo dialetto è anche quello che ha dato origine al sistema di scrittura delle vocali (con segni all'interno di un testo altrimenti interamente consonantico) della Bibbia ebraica e del Targum.

#### Mandaico
Il mandaico o mandeo è essenzialmente l'aramaico babilonese medio scritto in un altro sistema. La prima letteratura mandaica è in aramaico arsacide. Gli scritti cominciano ad essere stesi sempre più in a. babilonese medio o mandaico, più colloquiali, a partire dal 224.

### Aramaico medio occidentale
I dialetti dell'aramaico occidentale antico continuarono col palestinese ebraico medio (in ebraico "scrittura quadrata"), l'aramaico samaritano (nella scrittura ebraica antica), e il palestinese cristiano (nella scrittura siriaca corsiva). Di queste tre solo il palestinese ebraico medio continuò ad esistere come una lingua scritta.

#### Aramaico giudaico palestinese medio

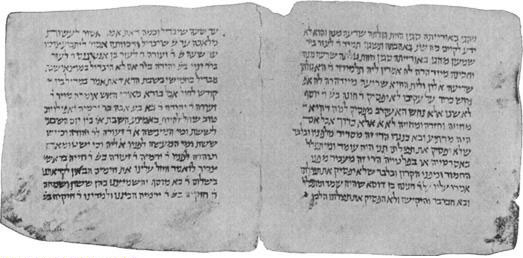
Pagine del Talmud di Gerusalemme (Genizah del Cairo)

Nel 135, dopo la rivolta di Bar-Kokhba, molti ebrei, espulsi da Gerusalemme, si spostarono in Galilea. Il dialetto di questa regione passò quindi dall'oblio ad una diffusione come standard per tutti gli Ebrei occidentali; non era parlato solo nella regione, ma anche nei dintorni. Fu adottato per il Talmud di Gerusalemme (completato nel V secolo) e per i midrash (commentari della Bibbia e insegnamenti). Il sistema moderno di scrittura delle vocali per la Bibbia ebraica, il sistema tiberiense (X secolo) era molto probabilmente basato sulla pronuncia tipica di questa variante della lingua aramaica. Le iscrizioni sulla sinagoga di Dura Europos sono o in giordano orientale medio o in giudaico medio.
Il giudaico medio, discendente diretto del giudaico antico, non è più il dialetto principale, ed era usato solo nella Giudea meridionale (l'engedi continuò ad essere usato anche durante questo periodo). Similmente, il giordano orientale medio derivò come un dialetto minore dal giordano orientale antico.

#### Aramaico samaritano
Il dialetto aramaico della comunità samaritana ha le sue prime testimonianze ad una tradizione documentaria che risale al IV secolo. La sua pronuncia moderna si basa sul sistema usato nel X secolo.

#### Aramaico cristiano-palestinese o "melkita"
L'esistenza di un dialetto dei cristiani di lingua aramaica occidentale, detto anche "melkita", può essere provata a partire dal VI secolo ma probabilmente esisteva già due secoli prima. Esso deriva dalla lingua parlata nella antica Palestina, ma il suo sistema di scrittura fu basato sulla lingua medio-siriaca e fu pesantemente influenzato dal greco. Solo per fare un esempio, Il nome Gesù è scritto Yešû' in lingua aramaica mentre i cristiani scrivevano Yesûs nella variante aramaica palestinese.

## Aramaico moderno

La parola "suret" ("siriaco" nei dialetti moderni)

Mappa dei dialetti aramaici moderni

Attualmente poco più di 400 000 persone parlano l'aramaico. Si tratta di cristiani, ebrei, musulmani e mandei che vivono in aree remote ma che preservano sempre di più la loro tradizione linguistica con i moderni mezzi di comunicazione. Oggigiorno, le lingue aramaiche moderne hanno raggiunto uno stadio di diversificazione (con relative difficoltà nella mutua comprensione) mai raggiunto nel passato.
I dialetti aramaici moderni si dividono in:
- Dialetti neo-siriaci orientali, (o lingua neo-aramaica assira): 
  - Urmiano (intorno ad Urmia in Iran), con la varietà cristiana del "Senaya"
  - Dial. settentrionali (Jilu, Baz)
  - Ashiret (Nochiya, Tiari)
  - Dial. della Piana di Ninive, (o "Caldeo")
- Dialetti neo-siriaci occidentali: 
  - Dial. della Turchia sud-occ. e della Siria sett.
  - Turoyo (Turchia sud-or.)[3][4]
- Dialetto neo-aramaico occidentale (zona di Ma'lula nella Siria merid.); che a differenza degli altri non fa parte dei dial. neo-siriaci, perché non è in relazione con la lingua siriaca classica[5]

Gli ultimi due secoli sono stati piuttosto infausti per l'aramaico. La crescente instabilità del Vicino Oriente ha portato molti parlanti a spargersi in varie aree del mondo. In particolare, il 1915, (anno noto come Shaypā o "La spada") ha una fama negativa in tal senso per i cristiani parlanti l'aramaico: molti di essi, infatti, furono trucidati durante le persecuzioni che sconvolsero le zone orientali dell'attuale Turchia negli ultimi anni di esistenza dell'Impero ottomano.
L'aramaico possiede in genere quattro sibilanti (quello antico potrebbe averne avute sei):
- una 's' sorda (come nell'italiano "sera"),
- una 'z' ('s' sonora come in "rosa"),
- una /ʃ/ (col suono di 'sc' in italiano, come in "scendere"),
- /sˁ/ (la "ṣadhe" enfatica citata in precedenza).

Infine, l'aramaico possiede le consonanti nasali 'n' ed 'm', le approssimanti 'r', 'l', 'y' e 'w'.

### Cambiamenti storici di suono
Sei principali tipologie di cambiamenti di suono possono essere usate per differenziare i vari dialetti tra loro:
1. cambio di vocale: questo fenomeno è troppo diffuso e ricorrente per essere documentato pienamente, ma è un aspetto importante per catalogare i dialetti;
2. riduzione delle coppie esplosiva/fricativa: originalmente l'aramaico, come l'ebraico di Tiberiade aveva le fricative come allofono condizionato per ogni esplosiva. Col cambio di vocale, la distinzione divenne in effetti relativa al fonema; ancora in seguito venne spesso persa in certi dialetti. Per esempio il turoyo ha perso l'uso della /p/, sostituita dalla /f/. Altri dialetti, come il neo-aramaico assiro, hanno perso la /θ/ e la /ð/, sostituendole con /t/ e /d/. Nella maggior parte del siriaco moderno, la /f/ e la /v/ diventano /w/ dopo una vocale;
3. perdita delle enfatiche: alcuni dialetti hanno rimpiazzato le consonanti enfatiche con le corrispondenti non enfatiche, mentre quelli parlati nelle zone del Caucaso le hanno spesso glottalizzate più che faringalizzate;
4. assimilazione gutturale: questa è la caratteristica principale della pronuncia samaritana, che si può riscontrare anche nell'ebraico samaritano: tutte le gutturali sono ridotte a semplici interruzioni. Alcuni dialetti aramaici moderni non pronunciano la 'h' in nessuna parola (il pronome personale di terza persona maschile hu diventa ow);
5. i suoni proto-semitici */θ/ e */ð/ diventano in Aramaico */t/ e */d/, mentre diventano sibilanti in ebraico (il numero "tre" è in ebraico "shalosh", ma è "tlath" in aramaico). Cambi tra dentali e sibilanti avvengono ancora oggi nelle lingue aramaiche moderne;
6. nuovo insieme di suoni: le lingue aramaiche hanno assimilato suoni dalle lingue vicine dominanti. Generalmente si hanno /ʒ/ (come nel francese Jean), /ʤ/ (come in già) e /ʧ/ (come in ciao). L'alfabeto siriaco è stato adattato per rappresentare questi nuovi suoni.

## Grammatica
Come per tutte le altre lingue semitiche, la morfologia è basata su una radice costituita da uno scheletro consonantico (nella maggioranza dei casi di tre fonemi), dalla quale, con l'aggiunta di suffissi e prefissi, la variazione del tono e della quantità delle vocali e l'allungamento delle consonanti, si ottengono le varie forme. Ogni radice ha un significato proprio (ad esempio, k-t-b significa "scrivere"), e le altre forme hanno significati derivati da questo:
- kthâvâ, manoscritto, iscrizione, testo, libro;
- kthâvê, le Scritture;
- kâthûvâ, segretario, scriba;
- kthâveth, io ho scritto;
- ekhtûv, io scriverò.

L'aramaico possiede due generi grammaticali: maschile e femminile. I sostantivi possono essere singolari o plurali, ma esiste un numero "duale" per i sostantivi che generalmente vengono usati per coppie. Il duale è gradualmente scomparso e attualmente è poco presente nell'aramaico moderno.
Lo "stato" dei sostantivi e degli aggettivi aramaici svolge la funzione assolta in altre lingue dal "caso". Lo stato "assoluto" è la forma basilare di un sostantivo (per esempio kthâvâ, "manoscritto"); lo stato "costrutto" è una forma troncata usata per creare relazioni possessive (kthâvath malkthâ, "il manoscritto della regina"); lo stato "enfatico" o "determinato" è una forma estesa del nome che funge quasi come un articolo determinativo, del quale l'aramaico è privo (kthâvtâ, "il manoscritto"). Col tempo lo stato costrutto è stato sostituito da costruzioni possessive, e lo stato enfatico è diventato lo standard, e attualmente l'unico stato in uso, nella maggior parte dei dialetti.
Le costruzioni possessive possibili per "il manoscritto della regina" sono:
1. kthâvath malkthâ — La costruzione più antica: l'oggetto posseduto è nello stato costrutto.
2. kthâvtâ d(î)-malkthâ — Entrambe le parole sono nello stato enfatico e la particella d(î)- è usata per indicare la relazione.
3. kthâvtâh d(î)-malkthâ — Entrambe le parole sono nello stato enfatico e la particella d(î)- è usata, ma si dà al posseduto una terminazione pronominale prolettica (letteralmente, "il suo scritto, quello (della) regina").

L'ultima costruzione è quella attualmente di gran lunga più diffusa, mentre era assente nell'aramaico biblico.
Il verbo aramaico ha tre coniugazioni: alterazioni della radice verbale che indicano la forma passiva (ethkthev, "fu scritto"), intensiva (kattev, "egli decretò (nello scrivere)"), estensiva (akhtev, "egli creò"), o una combinazione di queste. L'aramaico possiede anche due tempi verbali: il perfetto e l'imperfetto. Nell'aramaico imperiale si cominciò ad usare il participio come presente storico. Forse per l'influenza di altre lingue, il medio aramaico sviluppò un sistema di tempi composti (combinazioni di forme verbali con pronomi o un verbo ausiliare), permettendo una migliore espressività.
La sintassi dell'aramaico segue generalmente la struttura VSO (verbo-soggetto-oggetto).

### Dialetti moderni
Nota Bene: Per i testi relativi ai dialetti moderni orientali vedi:
Lingua neo-aramaica assira#Bibliografia
- (DE)  W. Arnold, Lehrbuch des Neuwestaramäischen, Wiesbaden, Otto Harrassowitz, 1989
- (EN)  Wolfhart Heinrichs (ed.), Studies in Neo-Aramaic, Atlanta (GA) USA, Scholars Press, 1990, ISBN 1-55540-430-8
- (DE)  Otto Jastrow, Lehrbuch der Turoyo-Sprache, Wiesbaden, Otto Harrassowitz, 1992
- (DE)  Michael Waltisberg, Syntax des Ṭuroyo (= Semitica Viva 55), Wiesbaden, Otto Harrassowitz, ISBN 978-3-447-10731-0

### Origini
- Lingue afro-asiatiche
- Lingue semitiche
- Aram (lingua)
- Aramei
- Alfabeto fenicio

### Sistemi di scrittura
- Alfabeto aramaico
- Alfabeto ebraico
- Alfabeto mandaico
- Alfabeto nabateo
- Alfabeto palmireno
- Alfabeto samaritano
- Alfabeto siriaco

### Forme storiche
- Aramaico biblico
- Aramaico parlato da Gesù
- Lingua hatrena
- Lingua mandaica
- Lingua nabatea
- Lingua neo-aramaica assira
- Lingua palmirena
- Lingua aramaica samaritana
- Lingua siriaca

### Letteratura
- Ghemara
- Midrash
- Talmud
- Talmud babilonese
- Talmud di Gerusalemme
- Targum
- Letteratura aramaica
- Letteratura mandaica
- Letteratura siriaca
- Lingue orientali bibliche